# Rodrigo Alonso Martín
Rodrigo Alonso Martín (Castellón de la Plana, 4 de enero de 2003) es un futbolista español que juega como centrocampista en el Villarreal CF "B" de la Segunda division.

## Trayectoria
Nacido en Castellón de la Plana, se une al fútbol base del Villarreal CF en 2010 procedente del CD Castellón. Debuta con el segundo filial del club el 5 de septiembre de 2021 al partir como titular en una victoria por 1-0 frente al Callosa Deportiva CF en la Tercera División RFEF. El siguiente 11 de diciembre renueva su contrato con el Villarreal CF hasta el año 2025.
Logra debutar profesionalmente el 3 de septiembre de 2022 al entrar como suplente en la segunda mitad de una victoria por 3-0 frente al CD Mirandés en la Segunda División.

## Clubes
Actualizado al último partido disputado el 3 de septiembre de 2022.
| Club              | País   | Año       | Partidos | Goles |
| ----------------- | ------ | --------- | -------- | ----- |
| Villarreal CF "C" | España | 2021-act. | 31       | 0     |
| Villarreal CF "B" | España | 2022-act. | 4        | 1     |